# العروس الغجرية (رواية)
العروس الغجرية هو عنوان الرواية التي كتبتها كارمن مولا ونشرت في 17 مايو 2018. تعد هذه الرواية أول كتاب في سلسلة المفتشة إيلينا بلانكو، تليها رواية الشبكة الارجوانية (2019) ثم الفتاة (2020) وأخيرا الأمهات (2022).

## ملخص
سوسانا ماكايا، بطلة الرواية، نشات على العادات الاسبانية على الرغم من انها من أب غجري. تختفي سوسانا بعد حفل توديع العزوبية الخاص بها. ويتم العثور على جثتها بعد يومين في كينتا دي بيستا اليجري في حي كرابانتشيل في مدريد. كان يمكن ان تعد مجرد جريمة قتل عادية، لولا أن الضحية قد تعرضت للتعذيب باتباع طقوس فظة ومروعة، بل وأن أختها لارا عانت من نفس المصير قبل سبع سنوات، عشية زفافها أيضًا. قاتل لارا يقضي عقوبته منذ ذلك الحين. لذلك فهناك احتمالان فقط: اما ان يكون أحدهم قد قلد أسلوبه في قتل الأخت الصغيرة، او ان هناك شخص بريء مسجون.